# Ло, Джон
Джон Ло оф Лористон (англ. John Law of Lauriston; 21 апреля 1671, Эдинбург — 21 марта 1729, Венеция) — шотландский экономист и финансист, основатель Banque générale и создатель так называемой «системы Ло».
Деятельность Джона Ло сыграла определённую роль в зарождении учения физиократов.

## Биография

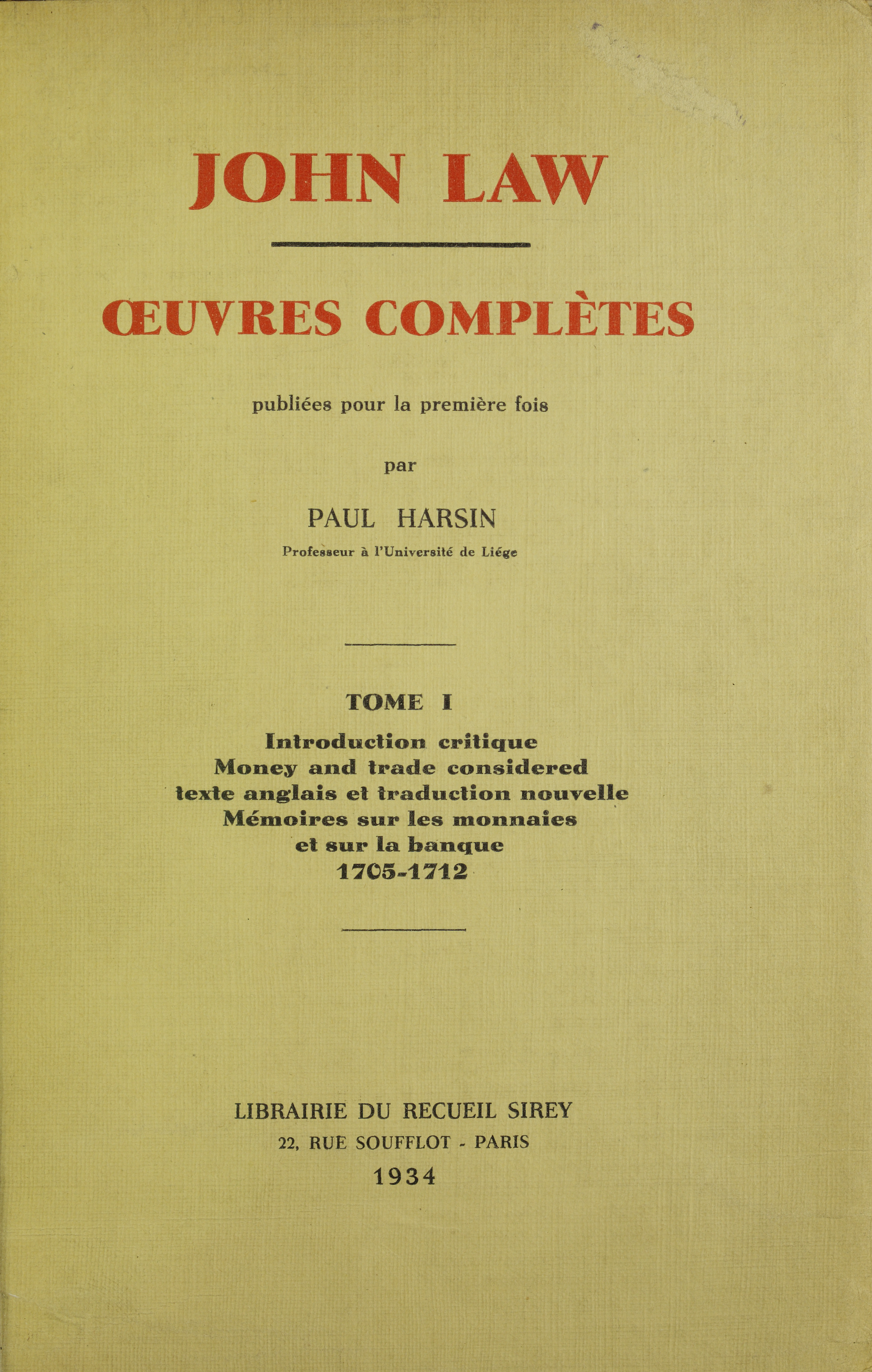
Money and trade considered, with a proposal for supplying the Nation with money', 1934

Джон Ло родился в Эдинбурге в семье золотых дел мастера и банкира Уильяма Ло. Мальчику было 14 лет, когда его отец умер, оставив ему огромное наследство. В 20 лет он переселился в Лондон, где окончательно прокутил состояние, доставшееся ему в наследство, и наделал массу долгов. Чтобы рассчитаться с кредиторами, Ло был вынужден продать родовое имение Лористон. Вскоре Джон за убийство на дуэли английского дворянина Уилсона был заключён в тюрьму, откуда бежал, по другой версии был выкуплен родственниками.
Сначала Джон Ло перебрался в Амстердам, где поступил секретарём к английскому регенту, чтобы ознакомиться с условиями торговли и кредита. Потом он отправился в Италию, где изучал организацию банковского дела в Риме, Венеции, Флоренции и Неаполе. Везение в картах позволило Ло вести роскошный образ жизни и сблизиться с первыми лицами европейских монархий. Эти связи он использовал, чтобы продвигать свои финансовые проекты. Ему все отказывали, пугаясь масштабности мер, предлагаемых Ло.
Вернувшись в Шотландию, в 1705 году Ло предложил местному парламенту два проекта: один был посвящён реформированию торговли, а второй — реформированию денежного обращения. Однако эти проекты также были отвергнуты большинством членов парламента, хотя некоторые влиятельные лица государства, такие, как герцог Аргайл и др., поддерживали инициативы Ло.
В начале 1708 года Ло отправился во Францию, где благодаря своему игровому таланту привлёк к себе повышенное внимание первых лиц государства, в частности герцога Орлеанского. Но по настоянию генерал-лейтенанта полиции д’Арженсона (1652—1721) Джон Ло был выселен за пределы Франции под предлогом, что тот слишком искусен в играх, приносящих ему большие деньги.
Покинув Париж, Ло посетил ряд итальянских и немецких городов, где выступал с теми же финансовыми инициативами, которые не заинтересовали князей. После заключения Утрехтского мира Джон Ло вернулся в Париж, где вскоре умер Людовик XIV. Регентом короля Людовика XV становится Филипп Орлеанский, покровительствовавший Ло. В Пале-Рояле хорошо приняли Ло, а через некоторое время он получил французское подданство. Во Франции его фамилия в XVIII веке произносилась как Лас (под влиянием шотландского варианта фамилии Laws с конечным притяжательным -s).

С этого момента, пользуясь поддержкой герцога Орлеанского, Джон Ло приступил к реализации своих финансовых и торговых проектов. В 1716 году был организован Banque générale, а в 1717 году создана международная Миссисипская компания. В 1718 году банк был преобразован в государственный (тогда же Ло стал министром финансов Франции). Банк выпускал бумажные деньги, не обеспеченные золотом и серебром (по мнению Ло, это могло способствовать деловой активности и обогащению нации). Спекулятивный ажиотаж на акциях компании, вызванный чрезмерной эмиссией банковских билетов, и неразумная дивидендная политика привели в конце 1720 года к ликвидации всех инициатив, предложенных Джоном Ло. 

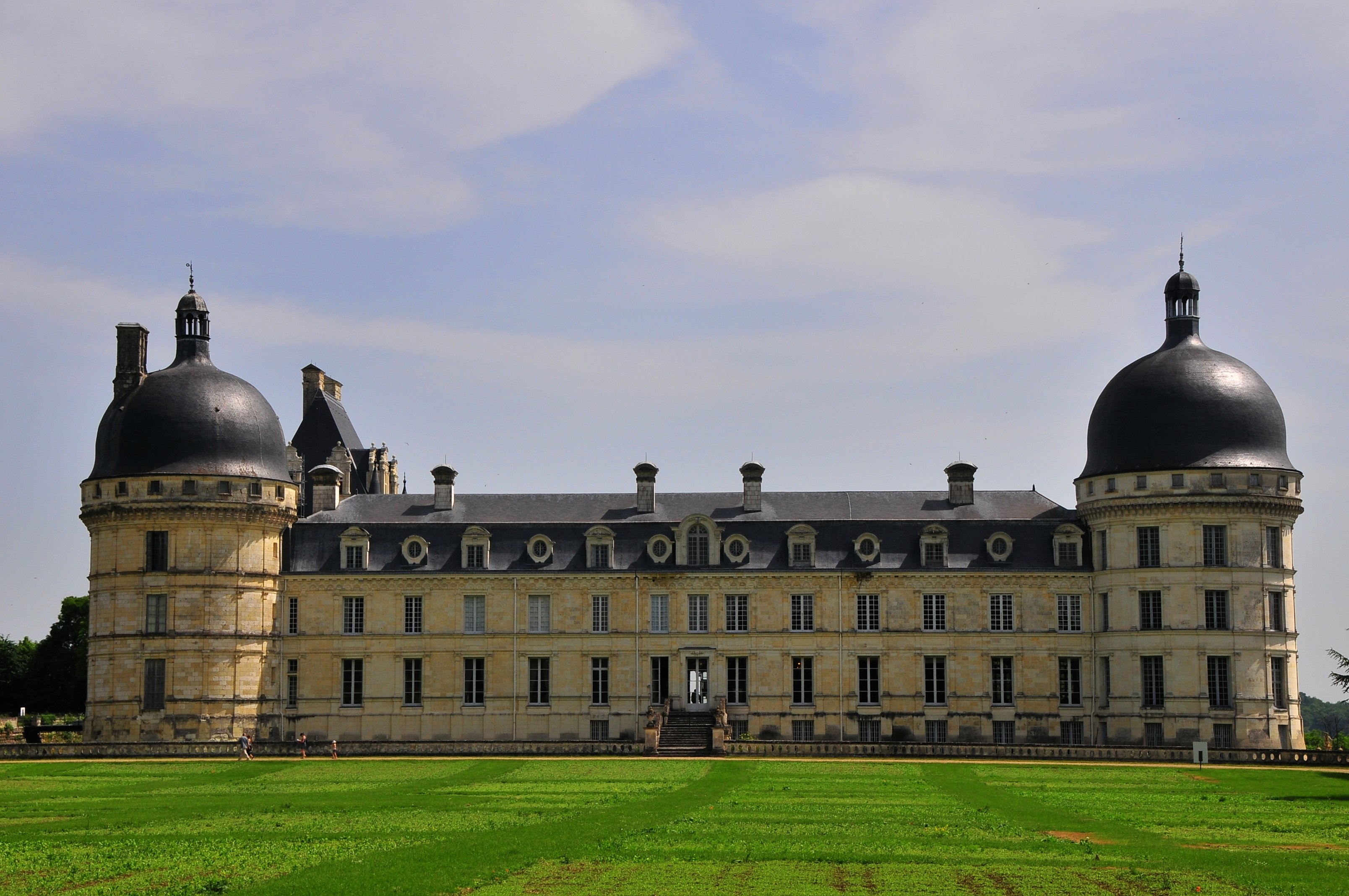
Замок Валансе, который принадлежал Ло, в долине Луары

Джон Ло был вынужден бежать из Франции. Он поселился в Венеции. Ло надеялся в скором времени вернуться во Францию, но его планам не суждено было сбыться. В декабре 1723 года умер Филипп Орлеанский, а начавший самостоятельное правление Людовик XV не был заинтересован в планах Ло и только назначил ему пенсию в 12 тысяч ливров.
Умер Джон Ло в 1729 году в Венеции. Был похоронен в церкви Сан-Джеминьяно на площади Святого Марка. Когда церковь была разрушена во время наполеоновской оккупации Венеции, его прах был перенесён в церковь Сан-Моизе, где и нашёл окончательное пристанище под одной из плит у входа в церковь. Перенос праха осуществил военный комендант Венеции, французский генерал Лористон, внучатый племянник Ло.